# Fritz Kuhn

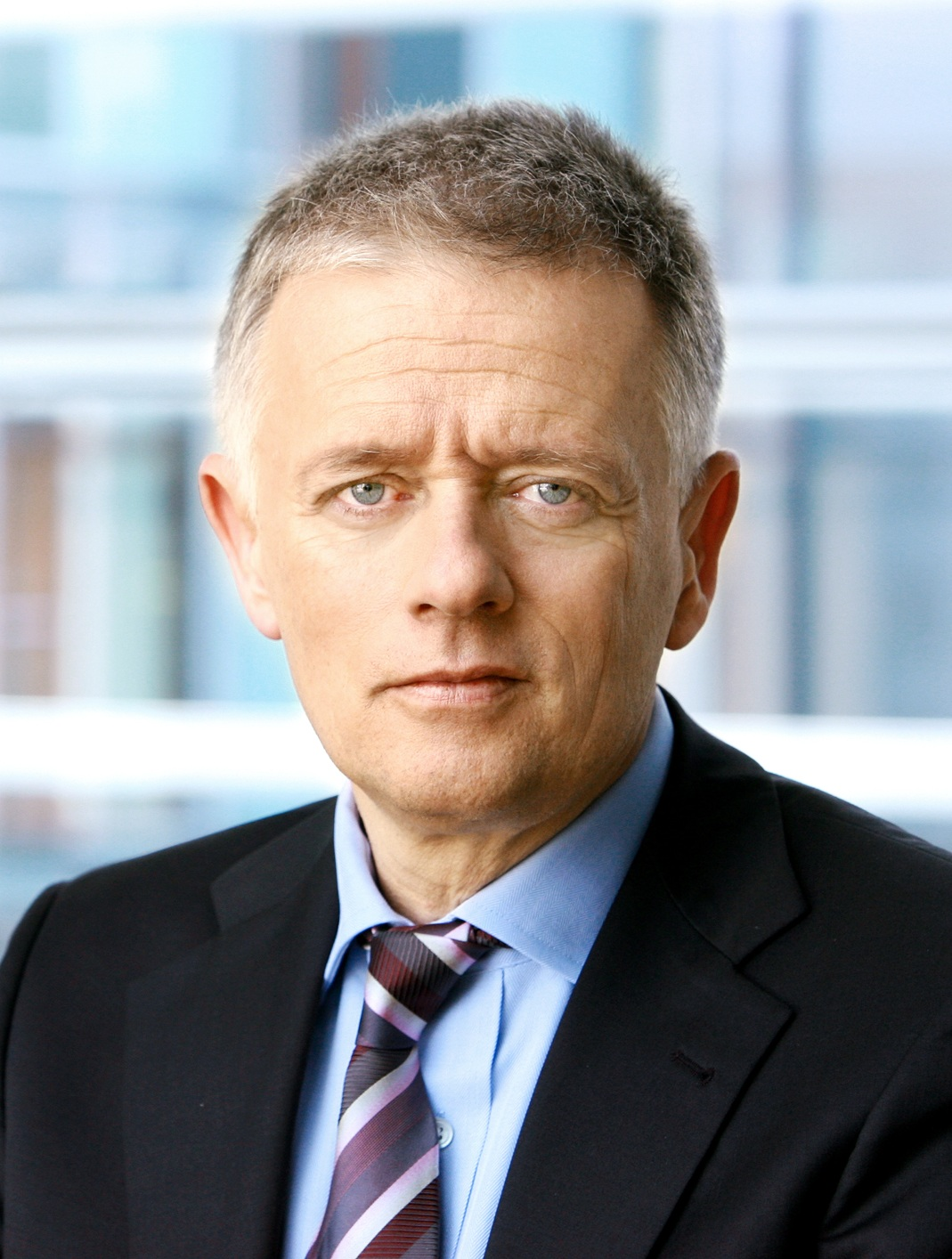
Fritz Kuhn (2006)

Fritz Kuhn (* 29. Juni 1955 in Bad Mergentheim) ist ein deutscher Politiker (Bündnis 90/Die Grünen). Er war von 2000 bis 2002 Bundesvorsitzender von Bündnis 90/Die Grünen und von 2002 bis 2013 Bundestagsabgeordneter, von 2005 bis 2009 außerdem Fraktionsvorsitzender der Grünen-Fraktion im Bundestag. Er war von 2013 bis 2021 Oberbürgermeister der baden-württembergischen Landeshauptstadt Stuttgart. Kuhn war stellvertretender Präsident des Deutschen Städtetags.

## Kindheit und Jugend
Kuhn wurde als Sohn eines Beamten im einfachen Dienst, der bei der Bundeswehr arbeitete, im Juni 1955 in Bad Mergentheim geboren. Er wuchs in Memmingen auf und ging auf das örtliche Bernhard-Strigel-Gymnasium.

## Studium
Nach dem Abitur im Jahr 1974 in Memmingen absolvierte Kuhn ein Studium der Germanistik und Philosophie an der Ludwig-Maximilians-Universität München und der Eberhard Karls Universität Tübingen, das er im Jahr 1980 als Magister Artium (M.A.) mit dem Schwerpunkt Linguistik beendete.

## Linguist
Anschließend war er in den Jahren 1981 bis 1984 als wissenschaftlicher Assistent an der Universität Augsburg. Von 1989 bis 1992 arbeitete Kuhn als Lehrbeauftragter für sprachliche Kommunikation an der Merz Akademie in Stuttgart.

## Von der SPD zu den Grünen
Als Schüler engagierte sich Kuhn politisch u. a. bei den Memminger Jusos, in der SMV und als Schülersprecher. Nachdem der damalige Oberbürgermeister Johannes Bauer einem Dramaturgen des Memminger Theaters im Herbst 1973 gekündigt hatte, war Kuhn an der Organisation einer großen Demonstration beteiligt.
Kuhn wurde als Student Mitglied der SPD, die er 1978 wegen der Politik Helmut Schmidts aber verließ.
Im Jahr 1980 gehörte er zu den Gründungsmitgliedern der Grünen in Baden-Württemberg.
1981 war er im Vorstand des Grünen Kreisverbandes Tübingen und des Grünen Landesverbandes.
Parallel zu seiner Tätigkeit an der Universität Augsburg war er Berater der Landtagsfraktion der Grünen in Baden-Württemberg.

## Grüner Landespolitiker
Von 1984 bis 1988 und von 1992 bis 2000 gehörte Kuhn dem Landtag von Baden-Württemberg an und war jeweils Vorsitzender der Landtagsfraktion der Grünen. Am 27. Juni 2000 legte er sein Mandat bereits vor Ablauf der 12. Wahlperiode nieder. Für ihn rückte Phillip Müller nach.
Von 1991 bis 1992 war er Sprecher im Geschäftsführenden Landesvorstand.

## Grüner Bundespolitiker

### Parteipolitiker
Nach der Bundestagswahl 1998 gehörte er zur Delegation der Grünen bei den Koalitionsverhandlungen mit der SPD.
Von Juni 2000 bis Dezember 2002 war Kuhn zunächst gemeinsam mit Renate Künast und ab März 2001 mit Claudia Roth Bundesvorsitzender von Bündnis 90/Die Grünen.
Im Wahlkampf für die Bundestagswahl 2005 war Kuhn der Wahlkampfmanager der Bundespartei. Er gehörte dem Parteirat der Grünen an, scheiterte allerdings 2008 mit seiner Kandidatur und schied daher aus dem Gremium aus.

### Bundestagsabgeordneter
Von 2002 bis Januar 2013 war er Mitglied des Deutschen Bundestages. Er vertrat den Wahlkreis Heidelberg, zog aber stets über die Landesliste Baden-Württemberg in den Bundestag ein. Im Bundestag leitete er zunächst die Fraktionsarbeitsgruppe Wirtschaft und Arbeit und war anschließend von Februar bis Oktober 2005 außenpolitischer Sprecher der Bundestagsfraktion Bündnis 90/Die Grünen.
Am 27. September 2005 wurden Kuhn und Renate Künast zu den Vorsitzenden der Bundestagsfraktion Bündnis 90/Die Grünen gewählt. Nach der Bundestagswahl 2009 kandidierte er nicht erneut für dieses Amt. Kuhn wurde jedoch zu einem der stellvertretenden Vorsitzenden gewählt. Mit dem Amtsantritt als Stuttgarter Oberbürgermeister schied er im Januar 2013 aus dem Bundestag aus.

## Grüner Kommunalpolitiker

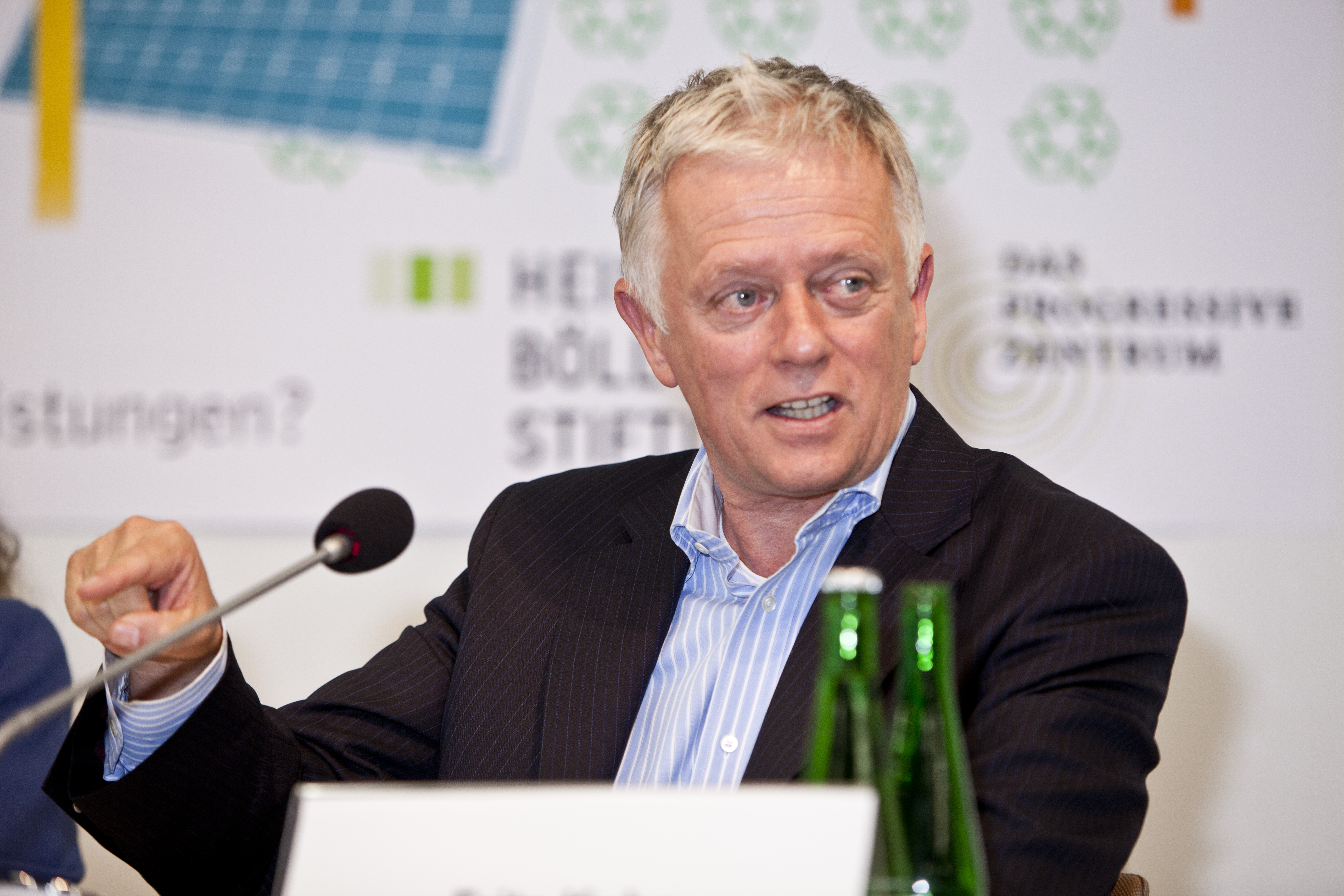
Fritz Kuhn (2011)

Im Februar 2012 trat er vom stellvertretenden Fraktionsvorsitz zurück, um für das Amt des Oberbürgermeisters von Stuttgart zu kandidieren. Kuhn wurde im März 2012 von einer Mitgliederversammlung als Kandidat seiner Partei nominiert.

### Wahl zum Oberbürgermeister
Bei einer Wahlbeteiligung von 46,7 % erreichte Kuhn im ersten Wahlgang am 7. Oktober 2012 36,5 %. Der von CDU, FDP und den Freien Wählern unterstützte parteilose Kandidat Sebastian Turner lag mit 34,5 % der Wählerstimmen 2 Prozentpunkte hinter Kuhn. Für die von der SPD nominierte Schwäbisch Haller Bürgermeisterin Bettina Wilhelm stimmten 15,1 %.
Da keiner der Kandidaten die absolute Mehrheit erreichte, wurde ein zweiter Wahlgang erforderlich, bei dem eine relative Mehrheit ausreichte.
Nachdem Wilhelm ihre Kandidatur zurückgezogen hatte, rief der Stuttgarter SPD-Kreisvorstand einstimmig zur Wahl Kuhns auf. Es bestehe große inhaltliche Übereinstimmung zwischen der SPD und Kuhn, „insbesondere bei den Punkten bezahlbarer Wohnraum, Aufbau von Gemeinschaftsschulen und der Wahrung von Rechten von Arbeitnehmerinnen und Arbeitnehmern“, so die SPD.
Der damals 57-jährige Kuhn erhielt im zweiten Wahlgang am 21. Oktober 2012 52,9 % der Stimmen; Turner erhielt 45,3 %. Kuhns Amtszeit begann am 7. Januar 2013 und endete 2021. 2020 trat er nicht zur Wiederwahl an. Er war der erste grüne Oberbürgermeister einer Landeshauptstadt. Er selbst bezeichnete sich als „wertkonservativ“. Fazit seiner Amtszeit war nach eigener Aussage: „Ich habe vieles gesät, was in den kommenden Jahren geerntet werden kann“. Auf Kuhn folgte Frank Nopper.

### Stuttgart 21

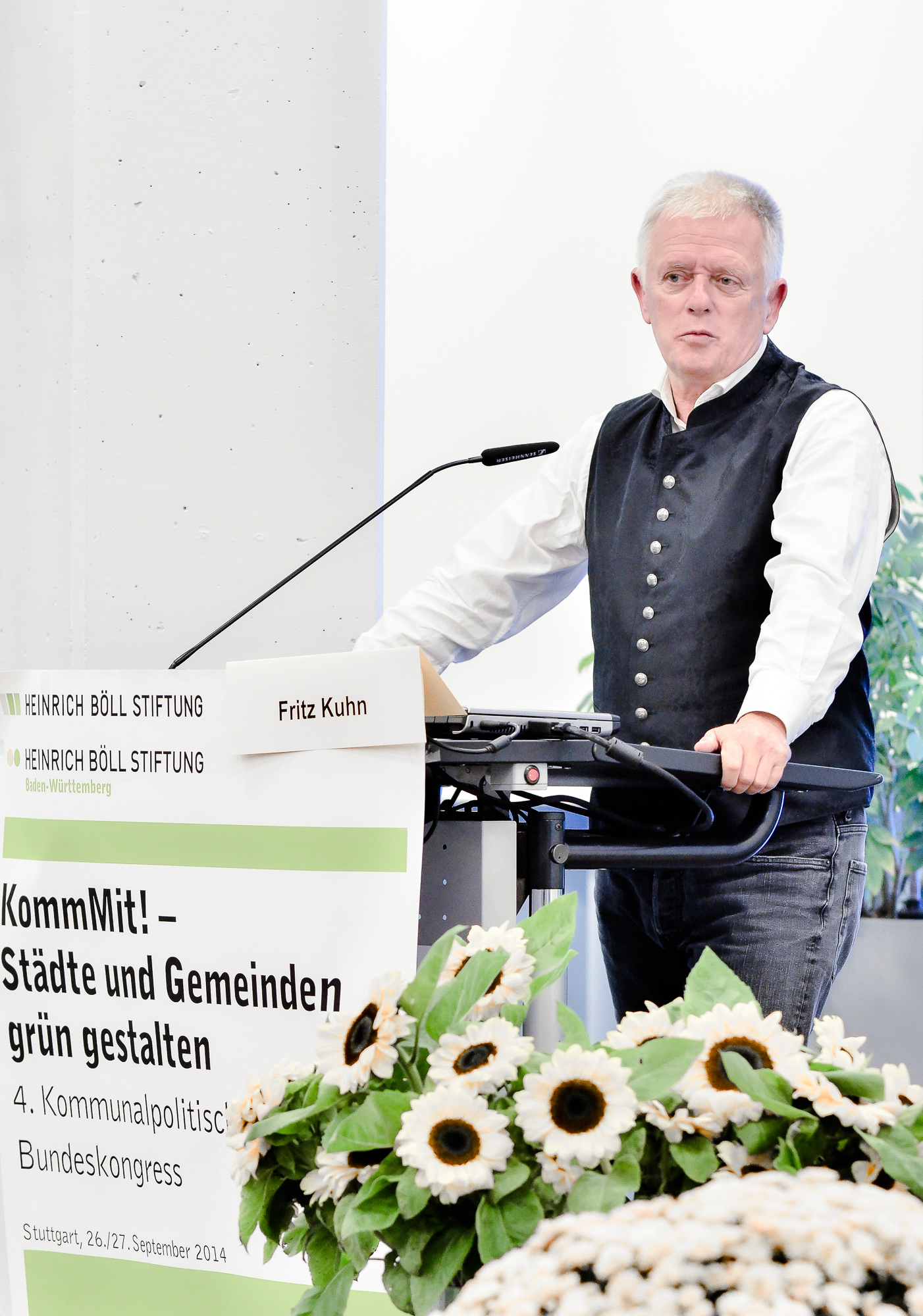
Fritz Kuhn beim 4. Kommunalpolitischen Bundeskongress, 2014 in Stuttgart

In seiner Antrittsrede kritisierte Kuhn die mangelnde Transparenz beim Projekt Stuttgart 21, welche zu einer „Vertrauenskrise“ geführt habe, und erklärte seine Absicht, über Alternativen zu diskutieren. Im Dezember 2016 bekannte sich Kuhn zum Bahnprojekt. Stuttgart 21 tue Stuttgart gut, das sei seine Meinung, welche er mit der Mehrheit des Gemeinderats teile. Die Stadt stehe an der Seite derer, die das Projekt „zeitnah und qualitätsvoll“ beenden wollten.

### Verkehrs-, Umwelt- und Klimapolitik
Als Bundespolitiker forderte Kuhn eine Verkehrspolitik, die zu verbrauchsärmeren Autos führt, die Einführung klarer Grenzwerte, Steuerfreiheit für energiesparende Autos, mehr öffentlichen Nahverkehr und Tempolimits. Wirtschaftlichkeit und Klimapolitik müssten sich nicht widersprechen. Auf kommunalpolitischer Ebene wollte Kuhn als Oberbürgermeisterkanditat 2012 Klimaschutz im Verkehrs- und Energiesektor betreiben. Nach Plänen des damaligen Oberbürgermeisters Wolfgang Schuster sollte bis 2020 die Stadt Stuttgart 20 Prozent weniger Energie verbrauchen als im Jahr 1990. Die Kommune plante 2016 hierfür ein Energiekonzept „festzuschreiben“. Für weitergehende Ziele bis 2050 sollte dieser dann „fortgeschrieben“ werden. In seinem Wahlprogramm 2012 forderte Kuhn keine weitergehenden energiepolitischen Zielmarken. Beim Verkehr setzte Kuhn auf Verkehrsvermeidung und -reduzierung. Vor allem unmittelbare Gesundheitsrisiken durch den Feinstaub in der Landeshauptstadt sollten reduziert werden. Kuhn forderte eine Verbesserung der Parkraumbewirtschaftung, mehr Fuß- und Radwege, einen Ausbau des öffentlichen Nahverkehrs und weniger Autoverkehr „mit weniger umweltbelastenden Antriebsarten“. Sein Konzept zur Energiewende für die Stadt Stuttgart stellte er im Jahr 2014 vor. Es sieht vor, dass die Stadt bis zum Jahr 2050 ohne fossile Energieträger auskommt und „klimaneutral“ wird.
Im April 2019 erklärte Fritz Kuhn die Stadt Stuttgart stehe „in Sachen Klimaschutz nicht schlecht da“, vor allem bei der Reduzierung des Energieverbrauchs von minus 27 Prozent von 1990 bis 2017. Dennoch müsse „deutlich einen Zahn zulegt werden“, um bis 2050 Stuttgart klimaneutral zu machen. Die SPD warf Kuhn jedoch vor, die von ihn vorgetragenen Daten zum Klimaschutz und zum Energiesparen seien in Wahrheit deutlich schlechter. Der Oberbürgermeister habe „seine Hausaufgaben nicht gemacht“. So seien die Investitionen der Stadtwerke Stuttgart in erneuerbare Energien „förmlich eingebrochen“. Gemäß der Morgenstadt-Studie des Fraunhofer-Instituts vom September 2016 liegt der Anteil erneuerbarer Energien in Stuttgart bei 13 Prozent. Dagegen liegt der Durchschnitt der 29 untersuchten deutschen Schwarmstädte (Kommunen mit hohen Anteil an Studenten und jungen Berufstätigen) bei 22 Prozent. Somit sind auch die klimarelevante CO2-Emissionen mit 8,92 t pro Kopf überdurchschnittlich in der Landeshauptstadt Stuttgart. Die SPD forderte 2/3 (300 Millionen Euro) aus den kommunalen Geldanlagen für die nach ihrer Ansicht überfällige Wärmewende zu verwenden. Stuttgart könnte bis zu 21 % des Stromverbrauches mit Photovoltaikanlagen auf den Dächern decken, so Thomas Uhland in seiner Mastarbeit aus dem Jahr 2018. Auf Grundlage der Ausbaurate der Jahre 2015 bis 2017 würde laut Uhlands Berechnungen es 200 Jahre dauern, bis das Strompotenzial durch Photovoltaik bei den städtischen Liegenschaften erreicht wird. Die Leistungsbilanz beim Ausbau der Photovoltaik wird auch von der CDU und der SPD kritisiert. Dagegen verweist die Stadt darauf, dass momentan durch einen Statiker- und Monteurmangel der Ausbau behindert werde. Für die Jahre 2018 und 2019 sei jedoch mit einem „Schub“ beim Ausbau der Photovoltaikanlagen zu rechnen. Für die Fraktion SÖS/Linke-plus ist Stuttgart beim Klimaschutz „Entwicklungsland“. Nicht 2050, sondern 2035 müsse die Kommunen klimaneutral werden, da nur so die Klimakatastrophe verhindert werden könne.
Im Juli 2019 ergänzt Kuhn die Klimaschutzmaßnahmen mit einem Aktionsprogramm Klimaschutz „Weltklima in Not – Stuttgart handelt“.  Demnach will die Stadt 200 Millionen Euro aus dem Haushaltsüberschuss des Jahres 2018 zusätzlich in die angestrebte Energie- und Verkehrswende investieren. Das Programm soll für mehr Grünflächen und mehr Wasser in der Stadt sorgen und für nachhaltiges Nutzerverhalten werben. Die SPD und die Fraktion SÖS/Linke-plus hatten weitergehende Klimaschutzforderungen. So wollte die SPD 110 Millionen in die städtische Straßenbahn investieren. Umgewidmet sollen dafür die Rücklagen, die für den Rückkauf der Wasserversorgung reserviert sind. Durch die Absage der vorgesehene Grundsteuersenkung für 2020 wollten die Sozialdemokraten 30 Millionen zusätzlich für den Klimaschutz verwenden. Zudem wollte die SPD, dass bei der Förderung der energetischen Gebäudesanierung die Warmmiete für die Mieter nicht erhöht wird. Die SÖS/Linke-plus wollte 105 Millionen für die zweijährige Finanzierung eines 365-Euro-Jahresticket für den öffentlichen Nahverkehr verwenden.

### Wohnungspolitik
In Stuttgart fehlen – wie in allen wirtschaftlich starken Großstädten – kostengünstige Wohnungen. Kuhn hat kurz nach Amtsantritt angekündigt, mehr Wohnungen für den angespannten Markt bereitzustellen. Ziel sind 1.800 neue Wohnungen pro Jahr. Seit 2015 wird dieser Wert deutlich überschritten: Das Statistische Amt der Stadt spricht von jährlich rund 2.000 neugebauten Wohnungen.
Von den neuen Wohnungen sollen 600 im geförderten Bereich sein, davon 300 als Sozialwohnungen. Im Jahr 2017 wurde das Ziel für die Sozialwohnungen das erste Mal erreicht.
Ende 2018 umfasste der Bestand an geförderten Wohnungen in Stuttgart 16.456 Wohnungen, darunter waren 14.380 Sozialmietwohnungen, 543 Mietwohnungen für mittlere Einkommensbezieher und 1533 geförderte Wohnungen im selbst genutzten Eigentum. Ende 2018 waren 4688 Haushalte für eine Sozialmietwohnung in Stuttgart vorgemerkt.
Die größten Entwicklungsgebiete für Wohnungsbau sind in städtischer Hand, d. h. die Stadt entscheidet was hier gebaut wird. Laut städtischer Vorgabe sollen dort bis zu 80 Prozent geförderte Wohnungen entstehen. Ebenso müssen durch das SIM (Stuttgarter Innenentwicklungsmodell) private Investoren auf ihren Flächen bei neuem Baurecht 30 Prozent geförderten Wohnungsbau leiten.
Zudem hat die Stadt die von Kuhn vorgeschlagene Satzung gegen Zweckentfremdung eingeführt – sie untersagt seit 2016 die Umwandlung einer Wohnung in eine Gewerbefläche oder einen mehr als sechs Monate andauernden unbegründeten Leerstand.

### Kulturpolitik
Kuhn hat Kulturpolitik zu seiner „Herzensangelegenheit“ erklärt.  Stuttgart ist unter ihm dreimal (2014, 2016 und 2018) als „Kulturmetropole Nummer 1“ in Deutschland ausgezeichnet worden.
Kuhn hat vor allem die Sanierung der Stuttgarter Oper vorangetrieben. Dabei soll der Littmannbau saniert und ausgebaut werden. Für die Interimsphase des Umbaus schlug Kuhn ein Quartier bei den Stuttgarter Wagenhallen vor. Das von Kuhn entwickelte Konzept wurde nach seinem Ausscheiden aus dem Amt vom Stuttgarter Gemeinderat mit sehr großer Mehrheit beschlossen.
Die historisch bedeutsame Villa Berg und der dazugehörige Park wechselte unter seiner Ägide aus Privatbesitz an die Stadt. Kuhn sprach davon, so Villa und Park an die Stadtgesellschaft zurückzugeben. In einem intensiven Beteiligungsprozess wurde festgelegt, dort ein Kultur- und Bürgerzentrum unter dem Leitbegriff „Haus für Musik und mehr“ zu errichten.
Um den „Eiermann Campus“ zu erhalten und zu entwickeln, initiierte Kuhn ein Kolloquium, das die Planung für ein neues Wohn- und Arbeitsquartier festlegte. Eine zusätzliche Bebauung soll die Sanierungskosten und den Erhalt des Kulturdenkmals wirtschaftlich absichern. Das Areal – jetzt im Eigentum der Consus Swiss Finance AG – wird im Rahmen der Internationalen Bauausstellung 2027 Konturen annehmen.
Kuhn hat sich außerdem für die Sanierung der Wagenhallen, und den Bau der John-Cranko-Schule eingesetzt.

### Auslandsgeschäfte des Klinikums Stuttgart
Das Klinikum Stuttgart unterhielt von 2010 bis 2016 eine International Unit. Deren Aufgabe war, das Auslandsgeschäft des Klinikums zu verwalten und neue Märkte zu erschließen.
Bei zwei dieser Auslandsgeschäfte sah das Kuhn unterstellte städtische Rechnungsprüfungsamt Ende 2015 Anhaltspunkte für dolose Handlungen, woraufhin die Stadtverwaltung Strafanzeige stellte. Hintergrund waren das Zustandekommen von Verträgen und Nebenabsprachen.
Zum einen wurde mit der libyschen Übergangsregierung 2013 ein Vertrag über die Behandlung von Verletzten aus dem libyschen Bürgerkrieg mit einem Volumen über etwa 26 Millionen Euro vereinbart. Zum anderen wurde 2014 ein Vertrag mit dem kuwaitischen Gesundheitsministerium über die ärztliche Unterstützung für das orthopädische Krankenhaus Al-Razi, das sich zu dieser Zeit im Aufbau befand, geschlossen. Hierfür wurden 46 Millionen Euro, ein Großteil davon über sogenannte Nebenabsprachen, veranschlagt.
Die Staatsanwaltschaft ermittelt wegen Betrugs, Bestechung und Veruntreuung von Investitionsgeldern. So sollen 13,5 Millionen Euro für „Regiekosten“, die nicht in den ursprünglichen Vertrag aufgenommen waren, aufgewendet worden sein, die Staatsanwaltschaft meldete Zweifel an der korrekten Abrechnung an. Zudem sei in vielen Fällen fraglich, ob eine tatsächliche Gegenleistung erbracht wurde. Die Staatsanwaltschaft ermittelte zunächst deutschlandweit gegen 21 Personen, darunter der damalige Leiter der International Unit und frühere baden-württembergische Landesvorsitzende der Grünen Andreas Braun. Das Klinikum Stuttgart meldete für den Vertrag in Libyen 9,4 Millionen Euro Zahlungsausfälle an.
Im September 2018 konstituierte sich der Akteneinsichtsausschuss International Unit Klinikum Stuttgart des Gemeinderates, um unter anderem Einsicht in die Akten über die Auslandsgeschäfte des Klinikums zu erhalten.
Der erste Zwischenbericht vom März 2019, der von allen Fraktionen getragen wird außer den Grünen, wirft dem früheren grünen Krankenhausbürgermeister Werner Wölfle vor, den allein kündigungsberechtigten Gemeinderat falsch oder zumindest unzureichend informiert zu haben, ohne jedoch selbst die Vorgänge in der „International Unit“ verfolgt zu haben, verlautbarten die Fraktionschefs von CDU und SPD, Alexander Kotz und Martin Körner. Die Stadt hatte mit dem früheren Klinikchef Ralf-Michael Schmitz eine Aufhebungsvereinbarung mit einer Abfindung von insgesamt 900.000 Euro geschlossen, der der Rat zugestimmt hatte.  Der Ausschuss sieht in seiner Mehrheit „erhebliche Versäumnisse“ und „nicht voll umfängliche sowie falsche Informationen“.
Die Grünen sehen keine Verletzungen der Pflichten bei Wölfle und auch nicht bei Oberbürgermeister Kuhn, auch weisen sie den Vorwurf der Vertuschung zurück. Der Vorschlag zur fristlosen Kündigung des früheren Klinikchefs habe nicht zwingend im Gemeinderat eingebracht werden müssen. Mit dem Auflösungsvertrag habe die Stadt einen langjährigen Rechtsstreit vermieden, so die Argumentation der Grünen. Kuhn selbst betont, einen „erfolgreichen Neuanfang am Klinikum Stuttgart organisiert“ zu haben. „Wir haben eine neue Geschäftsführung, wir haben im Gemeinderat die Rechtsform geändert und uns den Zukunftsthemen des Klinikums wie dem Neubauprogramm zugewandt. Dies ist entscheidend, damit das Klinikum seine Spitzenstellung halten kann und damit die Mitarbeiterinnen und Mitarbeiter ihre hervorragende Arbeit zum Wohle der Patienten fortsetzen können.“ Er stellte klar, dass es besser gewesen wäre, den Gemeinderat „früher“ vom Inhalt des Berichtes des Rechnungsprüfungsamts vom Dezember 2015 zu informieren. Kuhn verwies darauf, dass die Staatsanwaltschaft darum gebeten hatte, den Bericht nicht an Dritte weiterzugeben. Er entschuldigte sich bei den Stadträten, nicht explizit bei der Staatsanwaltschaft nachgehakt zu haben, ob er wenigstens dem Gemeinderat den Bericht hätte weiterleiten dürfen. Allerdings erklärte ein Sprecher gegenüber der Stuttgarter Zeitung, die Staatsanwaltschaft habe die Weitergabe der Informationen an den Gemeinderat nicht untersagt. In der öffentlichen Gemeinderatsdebatte vom 28. März 2019 verwies Kuhn auf ein Schreiben der Staatsanwaltschaft aus dem März 2016, dass der Bericht nicht weitergereicht werden solle, „um die Ermittlungen nicht zu gefährden“, ergänzt mit dem Hinweis, man werde die Stadt informieren sobald Staatsanwaltschaft oder Polizei keine weiteren Bedenken gegen eine Veröffentlichung hätten.
Kuhns Verwaltung teilte im März 2020 mit, dass sie die Aufarbeitung als beendet ansieht. Dies hat das Regierungspräsidium Stuttgart als Rechtsaufsichtsbehörde bestätigt. Auf Beschluss des Gemeinderats hatte das Regierungspräsidium das Vorgehen der Stadtverwaltung begutachtet.

### Coronavirus-Epidemie
Nachdem die Infektionskrankheit COVID-19 Anfang 2020 auch Deutschland erreicht hatte, bereitete Kuhn sich ab Mitte Februar auf eine Epidemie vor. Am 4. März 2020 wurde in Stuttgart die erste Infektion mit dem neuartigen Corona-Virus festgestellt. Am 18. März berief Kuhn den Verwaltungsstab ein. Kuhn wandte sich in mehreren Videobotschaften und in einem offenen Brief an die Stuttgarter Bürger: „Das Coronavirus hat die Welt fest im Griff. Auch Deutschland und unser Stuttgart. Deswegen müssen wir jetzt in unserer Stadt zusammenhalten. Auf jeden Einzelnen kommt es an. Es handelt sich um eine gewaltige Anstrengung der gesamten Stadtgesellschaft.“

## Engagement
Im Jahr 2013 wurde Kuhn als Nachfolger von Frieder Birzele Vorsitzender des Volkshochschulverbandes Baden-Württemberg. 2019 wurde er im Amt bestätigt.

## Ehrungen
Im Jahr 2007 wurde Fritz Kuhn mit der Verdienstmedaille des Landes Baden-Württemberg ausgezeichnet. Der Stuttgarter Gemeinderat verlieh ihm im Juli 2021 die Bürgermedaille der Landeshauptstadt Stuttgart, zur Begründung sagte sein Nachfolger im Amt Frank Nopper: „In der achtjährigen Amtszeit hat sich Stuttgart erfolgreich zu einer nachhaltigen, umwelt‐ und klimabewussten, sozialen und kulturell blühenden Großstadt weiterentwickelt.“

## Privates
Kuhn ist mit der ehemaligen Grünen-Landtagsabgeordneten Waltraud Ulshöfer verheiratet und hat zwei Söhne. Er wohnt in Stuttgart.